# 山陰実業銀行
株式会社山陰実業銀行（さんいんじつぎょうぎんこう）は、日本の鳥取県米子市にかつて存在した銀行である。

## 概要
山陰線の全通が経済の活況をもたらし、それが金融界に反映した事例として、米子における新しい銀行、株式会社山陰実業銀行の設立を挙げることができる。明治45年（1912年）6月中部地区の奨恵合資会社銀行部が独立して、資本金を一挙に八倍とし株式会社に組織変えをするという事例もあり、県下の銀行支店数も明治45年（1912年）の14店が翌年には31店に増加するという動きもあった。このような動きの中で大正元年（1912年）12月資本金50万円で本行が設立された（法勝寺町五十二番地）。
設立当初の主な役員は、頭取三好栄次郎、専務取締役後藤快五郎、取締役原本大三郎、門脇繁次郎、石原以波保、小川貞四郎、近藤順一郎らであった。
1926(大正15)年、雲陽銀行との合併により雲陽実業銀行となり、幾多の合併を経て現在の山陰合同銀行となっている。

## 奨恵社
奨恵社(のち奨恵銀行)は、旧藩倉を利用した倉庫業やその預り米を担保とした融資を行い、利益を郡内の窮民救済事業などに使用することを目的に、1882年（明治15年）に河村郡橋津村（現・湯梨浜町）に設立された銀行類似会社（庶民金融）で、1894年（明治27年）に金融部門を奨恵合資会社とし、 1912 年（明治45年）に株式会社奨恵銀行と改組・改称、1918 年（大正7年）に本店を東伯郡倉吉町（現：倉吉市）に移転した。

## 関連人物
- 後藤快五郎
- 三好英之